# Código de comercio
Der spanische Código de comercio enthält diejenigen Bestimmungen, die den Handel unter Kaufleuten regeln sollen. Er ist vergleichbar mit dem deutschen Handelsgesetzbuch und dem französischen Code du Commerce. Er trat 1829 in Kraft; seine aktuelle Fassung stammt jedoch aus dem Jahr 1885.